# Max Rostock

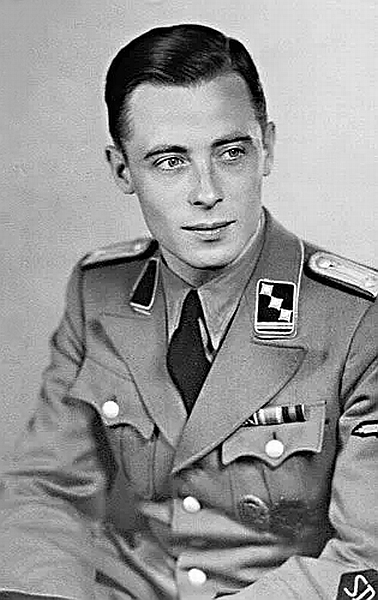
Max Rostock

Max Heinrich Rostock (* 29. September 1912 in Ludwigshafen am Rhein; † 13. September 1986 in Mannheim) war SS-Obersturmführer und Leiter der SD-Dienststelle in Kladno. In dieser Eigenschaft war er an der „Vergeltungsaktion“ und dem Massaker von Lidice beteiligt.

## Leben
Im Jahre 1930 beendete er eine Lehre als Landengehilfe.  Anschließend nahm er eine weitere Lehre im väterlichen Malerbetrieb auf, die er 1933 beendete. Zum 1. Mai 1933 trat er der NSDAP bei (Mitgliedsnummer 3.273.500) und schloss sich im selben Jahr auch der SA an.
Am 26. August 1939 wurde er in die neu eingerichtete Gruppendienststelle des SD nach Prag versetzt. Ab Mai 1940 wirkte er beim Aufbau der SD-Dienststelle in Kladno.
Im Sommer 1942 wurde Max Rostock als stellvertretender Dienststellenkommandant nach Budweis versetzt und Anfang 1944 in gleicher Funktion nach Königgrätz. Im März 1944 erfolgte seine Versetzung nach Ungarn.
Nach dem Krieg lebte er zunächst in Heidelberg und wurde dort im Juni 1946 von den Amerikanern verhaftet. Im September 1946 gelang ihm die Flucht auf die andere Rheinseite, wo er unter falschem Namen in Ludwigshafen untertauchte. Aufgrund einer Fahndungsliste der Tschechoslowakei wurde er im Juni 1948 von der französischen Besatzungsmacht erneut verhaftet und 1949 nach Prag ausgeliefert.
Im August 1951 wurde er in Prag zum Tode verurteilt. Das Urteil wurde durch Begnadigungen zunächst zu lebenslanger Haft und später zu einer Haftdauer von 25 Jahren geändert. Bereits in der tschechischen Untersuchungshaft bot er seine Dienste bei der Enttarnung weiterer Mitarbeiter des SD an.
1959 kam man auf das Angebot zurück und entließ ihn am 4. Februar 1960 unter dem Decknamen „Fritz“ in die Bundesrepublik Deutschland mit dem Auftrag, alte Mitarbeiter zu kontaktieren. Die Zusammenarbeit endete aber vermutlich schon nach einigen Monaten.
Er wurde von deutschen Gerichten noch mehrfach verhört, jedoch kam es zu keinem weiteren Prozess. Max Heinrich Rostock lebte als Angestellter in Bremen.

## Karriere und Auszeichnungen
Ernennungen
- SS-Unterscharführer – 1935
- SS-Oberscharführer – 1936
- SS-Hauptscharführer – 26. August 1939
- SS-Untersturmführer – 20. April 1940
- SS-Obersturmführer – Ende 1940

Auszeichnungen
- Kriegsverdienstkreuz II. Klasse mit Bandspange – 20. Januar 1942
- SA-Sportabzeichen in Gold
- Medaille zur Erinnerung an den 1. Oktober 1938
- Deutsches Reichssportabzeichen